# ASC Venus București
L'ASC Venus Bucureşti fou un club de futbol romanès de la ciutat de Bucarest.

## Història
El club va ser fundat el 1915 a l'antic barri de Venus, de Bucarest, que fou destruït per Nicolae Ceauşescu per construir-hi el Palau del Parlament i altres edificis. Els seus colors eren el negre i el blanc. El seu sobrenom era "els negres" pel color de la seva samarreta. El seu escut era una estrella blanca de vuit puntes.
Fou l'equip amb millor palmarès abans de la Guerra Mundial amb vuit campionats del país. El 1948, normes del règim comunista que obligaven a totes les associacions esportives a pertànyer a algun sindicat o institució governamental, forçaren al club a unir-se al UCB (Uzinele Comunale Bucureşti – Administració dels Sistemes de Clavegueram), esdevenint Venus-UCB i jugant a la Divisió C, però el 1949 aquesta categoria desaparegué i amb ella el club.
El seu estadi, conegut també com a Venus, fou inaugurat el 1931. Tenia una capacitat per 15000 espectadors i fou el primer del país amb il·luminació artificial.

## Palmarès
- Lliga romanesa de futbol (8): 1919-20, 1920-21, 1928-29, 1931-32, 1933-34, 1936-37, 1938-39, 1939-40

## Jugadors destacats
- Mircea David
- Iuliu Bodola
- Colea Vâlcov
- Petea Vâlcov
- Volodea Vâlcov
- Kostas Humis
- Lazăr Sfera